# 小泉恒平
小泉 恒平（こいずみ こうへい、1980年8月9日 - ）は,歌手。
早稲田大学理工学部数理科学科卒業。
ヤマハ・ティーンズ・ミュージック・フェスティバル'97関東・甲信越大会グランプリを受賞。2000年にビクターエンタテインメントからアニメ女神候補生主題歌でもある「チャンス」でデビュー。

## ディスコグラフィ

### シングル
- ｢チャンス｣(2000年2月2日)

アニメ『女神候補生』主題歌
- 僕の言い訳(2000年3月23日)

日本テレビ系THE・サンデーエンディングテーマ
- Secret sorrow(2001年11月21日)

アニメ『X』エンディングテーマ
- X‐神威‐(2001年8月22日)

　　　OVA 『X‐予兆‐』エンディングテーマ
- X‐封真‐(2001年8月22日)

　　　OVA　『X‐予兆‐』エンディングテーマ
　

### LIVE DVD
- 小泉恒平 LIVE 2005．9．2 at Roppongi Morph-Tokyo(2005年11月11日)